# Pseudanophthalmus templetoni
Pseudanophthalmus templetoni är en skalbaggsart som beskrevs av Valentine. Pseudanophthalmus templetoni ingår i släktet Pseudanophthalmus och familjen jordlöpare. Inga underarter finns listade i Catalogue of Life.